# VTV Cup 2018
Giải bóng chuyền nữ quốc tế VTV Cup 2018 Ống Nhựa Hoa Sen là giải đấu lần thứ 15 với sự phối hợp tổ chức của Liên đoàn bóng chuyền Việt Nam và Đài truyền hình Việt Nam. Giải đấu được tổ chức ở Hà Tĩnh, Việt Nam.

## Các đội tham dự
8 đội chuẩn bị tham dự giải đấu.
- Việt Nam (chủ nhà)
- Tuyển trẻ Việt Nam (Chủ nhà)
- Câu lạc bộ Altay, Kazakhstan
- CHDCND Triều Tiên
- Đại học Hokkaido
- Câu lạc bộ Tứ Xuyên
- Câu lạc bộ Vân Nam
- Đại học Đài Bắc Trung Hoa

## Vòng bảng
- Tất cả theo Giờ ở Việt Nam (UTC+07:00).[2]

### Bảng A
|      |                    | Trận đấu | Trận đấu | Điểm | Set | Set | Set   | Điểm | Điểm | Điểm  |
| Hạng | Đội                | T        | B        | Điểm | T   | B   | Tỉ lệ | T    | B    | Tỉ lệ |
| ---- | ------------------ | -------- | -------- | ---- | --- | --- | ----- | ---- | ---- | ----- |
| 1    | Việt Nam           | 3        | 0        | 9    | 9   | 0   | MAX   | 226  | 141  | 1.603 |
| 2    | Câu lạc bộ Altay   | 2        | 1        | 5    | 6   | 5   | 1.200 | 234  | 206  | 1.136 |
| 3    | Câu lạc bộ Vân Nam | 1        | 2        | 4    | 5   | 6   | 0.833 | 232  | 209  | 1.110 |
| 4    | Đại học Hokkaido   | 0        | 3        | 0    | 0   | 9   | 0.000 | 89   | 225  | 0.396 |

| Ngày      | Thời gian |                    | Điểm |                    | Set 1 | Set 2 | Set 3 | Set 4 | Set 5 | Tổng   | Nguồn |
| --------- | --------- | ------------------ | ---- | ------------------ | ----- | ----- | ----- | ----- | ----- | ------ | ----- |
| 4 tháng 8 | 13:15     | Câu lạc bộ Altay   | 3–0  | Đại học Hokkaido   | 25–11 | 25–12 | 25–11 |       |       | 75–34  |       |
| 4 tháng 8 | 19:00     | Việt Nam           | 3–0  | Câu lạc bộ Vân Nam | 25–15 | 26–24 | 25–21 |       |       | 76–60  |       |
| 5 tháng 8 | 18:00     | Câu lạc bộ Vân Nam | 2–3  | Câu lạc bộ Altay   | 18–25 | 15–25 | 25–13 | 26–24 | 13–15 | 97–102 |       |
| 5 tháng 8 | 20:00     | Việt Nam           | 3–0  | Đại học Hokkaido   | 25–8  | 25–7  | 25–9  |       |       | 75–24  |       |
| 6 tháng 8 | 18:00     | Đại học Hokkaido   | 0–3  | Câu lạc bộ Vân Nam | 7–25  | 18–25 | 6–25  |       |       | 31–75  |       |
| 6 tháng 8 | 20:00     | Việt Nam           | 3–0  | Câu lạc bộ Altay   | 25–15 | 25–21 | 25–21 |       |       | 75–57  |       |

### Bảng B
|      |                           | Trận đấu | Trận đấu | Điểm | Set | Set | Set   | Điểm | Điểm | Điểm  |
| Hạng | Đội                       | T        | B        | Điểm | T   | B   | Tỉ lệ | T    | B    | Tỉ lệ |
| ---- | ------------------------- | -------- | -------- | ---- | --- | --- | ----- | ---- | ---- | ----- |
| 1    | CHDCND Triều Tiên         | 2        | 1        | 6    | 6   | 3   | 2.000 | 208  | 177  | 1.175 |
| 2    | Câu lạc bộ Tứ Xuyên       | 2        | 1        | 6    | 6   | 4   | 1.500 | 222  | 206  | 1.078 |
| 3    | Đại học Đài Bắc Trung Hoa | 2        | 1        | 6    | 6   | 4   | 1.500 | 231  | 218  | 1.060 |
| 4    | Tuyển trẻ Việt Nam        | 0        | 3        | 0    | 2   | 9   | 0.222 | 206  | 266  | 0.774 |

| Ngày      | Thời gian |                           | Điểm |                           | Set 1 | Set 2 | Set 3 | Set 4 | Set 5 | Tổng  | Nguồn |
| --------- | --------- | ------------------------- | ---- | ------------------------- | ----- | ----- | ----- | ----- | ----- | ----- | ----- |
| 4 tháng 8 | 15:00     | Câu lạc bộ Tứ Xuyên       | 0–3  | CHDCND Triều Tiên         | 17–25 | 21–25 | 17–25 |       |       | 55–75 |       |
| 4 tháng 8 | 17:00     | Tuyển trẻ Việt Nam        | 1–3  | Đại học Đài Bắc Trung Hoa | 23–25 | 16–25 | 26–24 | 20–25 |       | 85–99 |       |
| 5 tháng 8 | 13:30     | Đại học Đài Bắc Trung Hoa | 0–3  | Câu lạc bộ Tứ Xuyên       | 21–25 | 21–25 | 15–25 |       |       | 57–75 |       |
| 5 tháng 8 | 16:00     | Tuyển trẻ Việt Nam        | 0–3  | CHDCND Triều Tiên         | 16–25 | 19–25 | 12–25 |       |       | 47–75 |       |
| 6 tháng 8 | 13:30     | CHDCND Triều Tiên         | 0–3  | Đại học Đài Bắc Trung Hoa | 20–25 | 18–25 | 20–25 |       |       | 58–75 |       |
| 6 tháng 8 | 16:00     | Tuyển trẻ Việt Nam        | 1–3  | Câu lạc bộ Tứ Xuyên       | 25–17 | 12–25 | 17–25 | 20–25 |       | 74–92 |       |

## Vòng đấu loại trực tiếp
|  | Trận tranh hạng 5 | Trận tranh hạng 5         | Trận tranh hạng 5 |  |  | Phân hạng 5 - 8    | Phân hạng 5 - 8           | Phân hạng 5 - 8 |  |  | Tứ kết           | Tứ kết                    | Tứ kết |  |                     | Bán kết           | Bán kết | Bán kết |  |                   | Chung kết         | Chung kết           | Chung kết |
|  |                   |                           |                   |  |  |                    |                           |                 |  |  |                  |                           |        |  |                     |                   |         |         |  |                   |                   |                     |           |
|  |                   |                           |                   |  |  |                    |                           |                 |  |  |                  | CHDCND Triều Tiên         | 3      |  |                     |                   |         |         |  |                   |                   |                     |           |
|  |                   |                           |                   |  |  |                    |                           |                 |  |  |                  | Đại học Hokkaido          | 0      |  |                     |                   |         |         |  |                   |                   |                     |           |
|  |                   |                           |                   |  |  |                    | Đại học Đài Bắc Trung Hoa | 3               |  |  |                  |                           |        |  |                     | CHDCND Triều Tiên | 3       |         |  |                   |                   |                     |           |
|  |                   |                           |                   |  |  |                    | Đại học Hokkaido          | 0               |  |  |                  |                           |        |  |                     | Câu lạc bộ Altay  | 1       |         |  |                   |                   |                     |           |
|  |                   |                           |                   |  |  |                    |                           |                 |  |  | Câu lạc bộ Altay | 3                         |        |  |                     |                   |         |         |  |                   |                   |                     |           |
|  |                   |                           |                   |  |  |                    |                           |                 |  |  |                  | Đại học Đài Bắc Trung Hoa | 0      |  |                     |                   |         |         |  |                   |                   |                     |           |
|  |                   | Đại học Đài Bắc Trung Hoa | 0                 |  |  |                    |                           |                 |  |  |                  |                           |        |  |                     |                   |         |         |  |                   | CHDCND Triều Tiên | 0                   |           |
|  |                   | Câu lạc bộ Vân Nam        | 3                 |  |  |                    |                           |                 |  |  |                  |                           |        |  |                     |                   |         |         |  | Việt Nam          | 3                 |                     |           |
|  |                   |                           |                   |  |  |                    |                           |                 |  |  |                  | Câu lạc bộ Tứ Xuyên       | 3      |  |                     |                   |         |         |  |                   |                   |                     |           |
|  |                   |                           |                   |  |  |                    |                           |                 |  |  |                  | Câu lạc bộ Vân Nam        | 2      |  |                     |                   |         |         |  |                   |                   |                     |           |
|  |                   |                           |                   |  |  | Tuyển trẻ Việt Nam | 1                         |                 |  |  |                  |                           |        |  | Câu lạc bộ Tứ Xuyên | 2                 |         |         |  |                   |                   |                     |           |
|  | Trận tranh hạng 7 | Trận tranh hạng 7         | Trận tranh hạng 7 |  |  |                    | Câu lạc bộ Vân Nam        | 3               |  |  |                  |                           |        |  |                     | Việt Nam          | 3       |         |  | Trận tranh hạng 3 | Trận tranh hạng 3 | Trận tranh hạng 3   |           |
|  |                   | Đại học Hokkaido          | 0                 |  |  |                    |                           |                 |  |  |                  | Việt Nam                  | 3      |  |                     |                   |         |         |  |                   | Câu lạc bộ Altay  | 2                   |           |
|  |                   | Tuyển trẻ Việt Nam        | 3                 |  |  |                    |                           |                 |  |  |                  | Tuyển trẻ Việt Nam        | 0      |  |                     |                   |         |         |  |                   |                   | Câu lạc bộ Tứ Xuyên | 3         |

### Tứ kết
- Tất cả theo Giờ ở Việt Nam (UTC+07:00).[3][4][5]

| Ngày      | Thời gian |                     | Điểm |                           | Set 1 | Set 2 | Set 3 | Set 4 | Set 5 | Tổng  | Nguồn |
| --------- | --------- | ------------------- | ---- | ------------------------- | ----- | ----- | ----- | ----- | ----- | ----- | ----- |
| 8 tháng 8 | 14:00     | CHDCND Triều Tiên   | 3–0  | Đại học Hokkaido          | 25–8  | 25–11 | 25–5  |       |       | 75–24 |       |
| 8 tháng 8 | 16:00     | Câu lạc bộ Tứ Xuyên | 3–2  | Câu lạc bộ Vân Nam        | 16–25 | 13–25 | 25–20 | 25–19 | 15–7  | 94–96 |       |
| 8 tháng 8 | 18:00     | Câu lạc bộ Altay    | 3–0  | Đại học Đài Bắc Trung Hoa | 27–25 | 25–18 | 25–22 |       |       | 77–65 |       |
| 8 tháng 8 | 20:00     | Việt Nam            | 3–0  | Tuyển trẻ Việt Nam        | 25–22 | 25–5  | 25–18 |       |       | 75–45 |       |

### Tranh hạng 5–8
| Ngày      | Thời gian |                           | Điểm |                    | Set 1 | Set 2 | Set 3 | Set 4 | Set 5 | Tổng  | Nguồn |
| --------- | --------- | ------------------------- | ---- | ------------------ | ----- | ----- | ----- | ----- | ----- | ----- | ----- |
| 9 tháng 8 | 13:30     | Đại học Đài Bắc Trung Hoa | 3–0  | Đại học Hokkaido   | 25–10 | 25–14 | 25–18 | –     | –     | 75–42 |       |
| 9 tháng 8 | 16:00     | Tuyển trẻ Việt Nam        | 1–3  | Câu lạc bộ Vân Nam | 18–25 | 25–21 | 25–27 | 16–25 | –     | 84–98 |       |

### Bán kết
| Ngày      | Thời gian |                   | Điểm |                     | Set 1 | Set 2 | Set 3 | Set 4 | Set 5 | Tổng    | Nguồn |
| --------- | --------- | ----------------- | ---- | ------------------- | ----- | ----- | ----- | ----- | ----- | ------- | ----- |
| 9 tháng 8 | 18:00     | CHDCND Triều Tiên | 3–1  | Câu lạc bộ Altay    | 25–14 | 25–13 | 15–25 | 25–23 | –     | 90–75   |       |
| 9 tháng 8 | 20:00     | Việt Nam          | 3–2  | Câu lạc bộ Tứ Xuyên | 25–18 | 25–27 | 22–25 | 25–23 | 15–11 | 112–104 |       |

### Tranh hạng 7
| Ngày       | Thời gian |                  | Điểm |                    | Set 1 | Set 2 | Set 3 | Set 4 | Set 5 | Tổng  | Nguồn |
| ---------- | --------- | ---------------- | ---- | ------------------ | ----- | ----- | ----- | ----- | ----- | ----- | ----- |
| 10 tháng 8 | 18:00     | Đại học Hokkaido | 0–3  | Tuyển trẻ Việt Nam | 14–25 | 15–25 | 10–25 | –     | –     | 39–75 |       |

### Tranh hạng 5
| Ngày       | Thời gian |                           | Điểm |                    | Set 1 | Set 2 | Set 3 | Set 4 | Set 5 | Tổng  | Nguồn |
| ---------- | --------- | ------------------------- | ---- | ------------------ | ----- | ----- | ----- | ----- | ----- | ----- | ----- |
| 10 tháng 8 | 15:30     | Đại học Đài Bắc Trung Hoa | 0–3  | Câu lạc bộ Vân Nam | 21–25 | 21–25 | 19–25 | –     |       | 61–75 |       |

### Tranh hạng ba
| Ngày       | Thời gian |                  | Điểm |                     | Set 1 | Set 2 | Set 3 | Set 4 | Set 5 | Tổng   | Nguồn |
| ---------- | --------- | ---------------- | ---- | ------------------- | ----- | ----- | ----- | ----- | ----- | ------ | ----- |
| 11 tháng 8 | 15:30     | Câu lạc bộ Altay | 2–3  | Câu lạc bộ Tứ Xuyên | 18–25 | 25–23 | 17–25 | 25–18 | 10–15 | 95–106 |       |

### Chung kết
| Ngày       | Thời gian |                   | Điểm |          | Set 1 | Set 2 | Set 3 | Set 4 | Set 5 | Tổng  | Nguồn |
| ---------- | --------- | ----------------- | ---- | -------- | ----- | ----- | ----- | ----- | ----- | ----- | ----- |
| 11 tháng 8 | 18:00     | CHDCND Triều Tiên | 0–3  | Việt Nam | 14–25 | 19–25 | 15–25 | –     |       | 48–75 |       |

## Xếp hạng chung cuộc
| Xếp hạng | Đội                       |
| -------- | ------------------------- |
| 1        | Việt Nam                  |
| 2        | CHDCND Triều Tiên         |
| 3        | Câu lạc bộ Tứ Xuyên       |
| 4        | Câu lạc bộ Altay          |
| 5        | Câu lạc bộ Vân Nam        |
| 6        | Đại học Đài Bắc Trung Hoa |
| 7        | Tuyển trẻ Việt Nam        |
| 8        | Đại học Hokkaido          |

| Vô địch Giải bóng chuyền nữ quốc tế VTV Cup 2018 |
| ------------------------------------------------ |
| · Việt Nam · (lần thứ 5)                         |

## Giải thưởng cá nhân
| - Vận động viên toàn diện nhất giải đấu Trần Thị Thanh Thúy - Vận động viên chuyền hai tốt nhất Nguyễn Linh Chi - Vận động viên chủ công xuất sắc nhất (Best Outside Spikers) Son Hyang Mi Kristina Belova - Vận động viên phụ công tốt nhất Zhang Xiaoya Bùi Thị Ngà - Vận động viên đối chuyền tốt nhất (Best Opposite Spiker) Đặng Thị Kim Thanh - Vận động viên Libero tốt nhất Nguyễn Thị Kim Liên - Hoa khôi VTV Cup Ống Nhựa Hoa Sen 2018 Đặng Thị Kim Thanh |